# آريوس الثاني
آريوس الثاني (باليونانية: Ἀρεύς Β΄) هو ابن آكروتاتوس الثاني، والملك السابع والعشرون لأسبرطة من سلالة أجيداي، وابن عم آريوس الثاني الذي سيخلف الحكم من بعده.

## وصلات خارجية
- قاموس السيرة والأساطير اليونانية والرومانية. (باللغة الإنجليزية)